# Blepharomastix stenothyris
Blepharomastix stenothyris là một loài bướm đêm trong họ Crambidae.